# Gregor Schmitt
Gregor Schmitt (* 12. März 1832 in Riedenheim; † 1908 in Würzburg) war ein deutscher Mediziner.

## Leben
Gregor Schmitt studierte an den Universitäten Würzburg, Prag und Wien Medizin. In Würzburg wurde er 1851 Mitglied des Corps Moenania. 1854 wirkte er in Augsburg als Cholera-Arzt. 1856 wurde er zum Dr. med. promoviert. Über mehrere Jahre war er in Würzburg Assistent bei Friedrich Wilhelm von Scanzoni. 1858 ließ er sich als Landarzt nieder und war zugleich Bezirksarzt in Gerolzhofen und Würzburg. 1883 wurde er zum königlichen Regierungs- und Kreismedizinalrat in Würzburg berufen. Zuletzt bis zu seinem Ruhestand war er Obermedizinalrat. Sein Sohn Wilhelm Schmitt-Prym wurde Unternehmer in der Papierindustrie.
Im Jahr 1892 wurde Schmitt wegen seiner Verdienste um die Stadt mit der Ehrenbürgerwürde der Stadt Volkach ausgezeichnet.

## Schriften
- Aerztliches Taschenbuch, in 32 fortlaufenden Jahrgängen, 1859–1892
- Das Ludwigsbad Wipfeld, 1875
- Medicinische Statistik der Stadt Würzburg, 1882
- Otto Roth: Die Arzneimittel der heutigen Medicin. Neu bearbeitet von Gregor Schmitt, 5. Auflage 1885–7. Auflage 1892
- Morbiditäts-Statistik von Unterfranken, 1886
- Rede zum Gedächtnis an den königlichen Hofrath und praktischen Arzt Herrn Dr. Jakob Rosenthal, 1889
- Die öffentlichen und privaten Kranken- und Wohlhätigkeits-Anstalten in der Stadt Würzburg, 1894
- Rede zum Gedächtniss an den königlichen Regierungs- und Kreismedicinalrath a.D. Herrn Dr. Friedrich August Vogt, 1894

Darüber hinaus veröffentlichte er zahlreiche Schriften in verschiedenen medizinischen Zeitschriften.